# Pismo logograficzne
Pismo logograficzne (gr. λόγος, lógos – myśl, rozum, słowo) – typ zapisu języka w systemach glottograficznych, gdy znaki graficzne oznaczają poszczególne pojęcia.

## Pismo logograficzne w systemie pisma
Pismo
1. Pismo semazjograficzne
2. Pismo glottograficzne
  1. Pismo logograficzne
    1. Pismo piktograficzne: jeżeli grafem wiernie odzwierciedla pojęcie, to pismo logoraficzne jest nazywane pismem piktograficznym.
    2. Pismo ideograficzne: jeżeli przedstawiający pojęcie znak graficzny jest prawie lub całkowicie umowny, to pismo logograficzne określa się pismem ideograficznym.

  2. Pismo fonograficzne (fonetyczne)
    1. Pismo sylabiczne
    2. Pismo alfabetyczne[1]